# В'ятичі

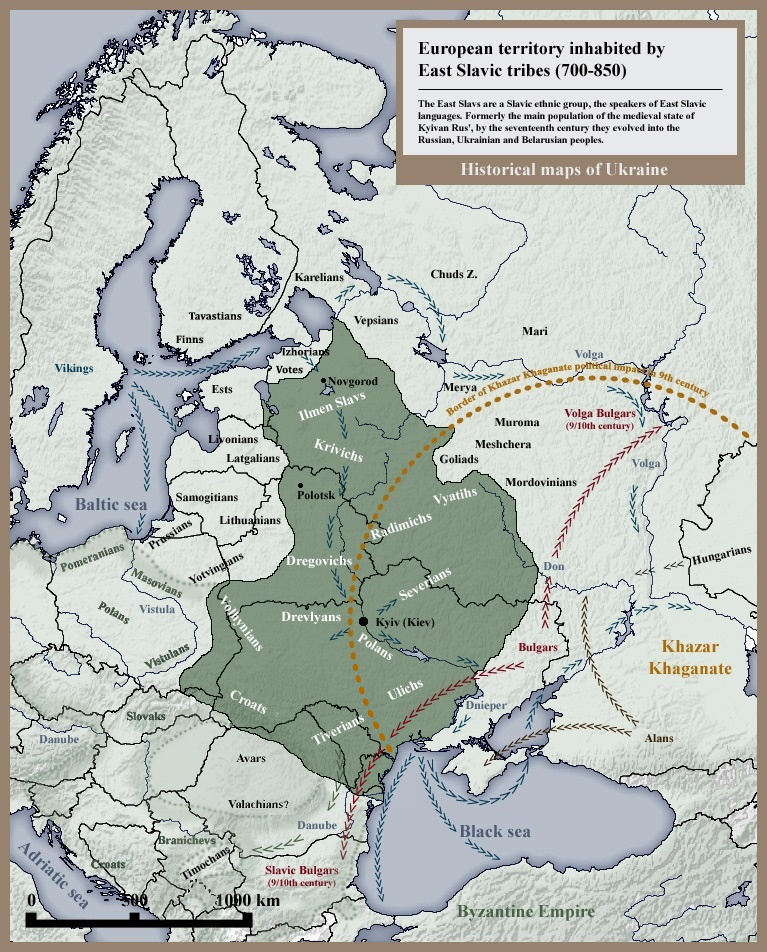
Східнослов'янські племена наприкінці І тис. Н. Е.

В'я́тичі (д.-рус. вѧтичи) — союз східнослов'янських племен, які мешкали у верхній та середній течії Оки та в низині річки Москви у VIII—XIII ст. Сусідами в'ятичів на заході були кривичі та радимичі, на південному заході — сіверяни. На півночі в'ятичі поступово асимілювали фіно-угорські племена, насамперед мері та балтомовних народів, зокрема голяді, на північному сході межували з муромою та мещерою, на сході — з мордвою.
Одне з головних племен, що стало основою формування російського народу.
Вважається що саме в'ятичі складали основу державного утворення Вантіт (Вабніт), яке входило в склад Хозарського Каганату в 8-10 століттях і про яке є свідченя у арабських і перських джерелах. 
Деякі дослідники, серед яких, наприклад, Павло Штепа, вважають в'ятичів нащадками андрофагів, яких описав Геродот у своїй «Історії». 

## Походження назви
Згідно з Повістю временних літ назва племені в'ятичів походить від імені родоначальника племені Вятка, який разом з братом, Радимом прийшли з своїми родами «з ляхів» та дали назву племенам в'ятичів та радимичів відповідно:
Полѧномъ же жиоущемъ ѡсобѣ . ӕкоже рекохомъ . суще ѡ рода Словѣньска . и нарекошасѧ Полѧне . а Древѧнѧ же ѿ Словѣнъ же . и нарекошасѧ Древлѧне . Радимичи бо и Вѧтичи ѿ Лѧховъ . бѧста бо . в҃ . брата в Лѧсѣх . Радимъ . а другому Вѧтко и пришедъша . сѣдоста Радимъ на Съжю . [и] Б прозв[а]шасѧ З Радимичи . а Вѧтъко сѣде съ родомъ своимъ по Ѡцѣ . ѿ негоже прозвашасѧ Вѧтичи . иже бѧху в мирѣ Полѧне . и Деревлѧне . [и] Б Сѣверъ и Радимичь . и Вѧтичи . и Хрвате.
Одна з наукових гіпотез виводить етнонім від прасл. *vęt- («вологий»), що сходить до *ven-t.
Найімовірнішою уявляється версія, що реконструює давню назву племені як прасл. *vętitji і пов'язує її з прасл. *vęt- («великий»). Вона зіставна з такими етнонімами, як ятвяги, венеди, вандали, що сходять до того ж кореня.

## Відомості про в'ятичів

### Опис в'ятичів
В'ятичі згадуються з кривичами в Повісті врем'яних літ:

|  | …В'ятичі та інші погани, це кривичі, котрі створюють звичаї не дотримання Закону Божого, але діють самі не законно вважаючи самих себе законом. Оригінальний текст (давньоруська) ...Вѧтичи О и нн҃ѣ . си же ѡбычаи творѧху и Кривічи . и прочии погании . не вѣдуще закона Бж҃иа . но творѧху сами себѣ законъ |

.

### Стосунки з Київським князівством
До середини X століття в'ятичі залежали від Хозарського каганату.
В середині X століття київський князь Святослав Ігорович приєднав землі в'ятичів до Київської Русі. Та вже у 981 році в'ятичі повстали, Володимир Великий переміг їх і наклав на них «дань від рала». Наступного року він знову ходив на в'ятичів і переміг їх удруге.
Проте до кінця XI століття племена в'ятичів зберігали певну політичну незалежність; згадуються походи проти в'ятичів князів цього часу. З XII століття територія в'ятичів опинилася у складі Чернігівського, Ростово-суздальського і Рязанського князівств.
Про соціальний устрій в'ятичів майже нічого невідомо, але згідно співставлення в'ятичів з державним утворенням Вантіт (Вабніт), то з арабських джерел відомо що державним утворенням Вантіт керували царі та кілька локальних правителів на місцевому рівні. 
До кінця XIII століття в'ятичі зберігали багато язичницьких обрядів і традицій, зокрема кремували померлих, зводячи над місцем поховання невеликі курганні насипи. Після вкорінення серед в'ятичів християнства обряд кремації поступово пішов з ужитку.
Київський монах Кукша проповідував християнство серед в'ятичів, які на той час були язичниками, і після жорстоких катувань був ними убитий та обезголовлений у 1113 році.

### Останні згадки
В'ятичі довше за інших слов'ян зберігали своє племінне ім'я. Востаннє в'ятичі згадуються літописом під своїм племінним ім'ям у 1197 році.

## Походження
Згідно з «Повістю временних літ», в'ятичі і радимичі були «від роду ляхів», тобто західних слов'ян.
За археологічними спостереженнями, розселення в'ятичів відбувалося з території Дніпро-Окського лівобережжя, або навіть з верхів'їв Дністра (де мешкали дуліби).
Такі особливості культури, як домобудівництво, обрядовість, керамічний матеріал і прикраси, зокрема речі, інкрустовані кольоровими емалями, дозволяють віднести її носіїв до балтомовного населення (голядь) або вказують на балтський субстрат. Археолог Т. М. Нікольська, що присвятила більшу частину свого життя археологічним дослідженням території басейну верхньої Оки, у своїй монографії «Культура племён бассейна Верхней Оки в I тысячелетии нашей эры» також зробила висновок про те, що верхньоокська культура близька до культури древніх балтів, а не угро-фінського населення.
Деякі дослідники, серед яких наприклад Павло Штепа вважають в'ятичів нащадками андрофагів, яких описав Геродот в своїй історії .
Частково ця думка а підтверджується археологією, а саме етнічною наступністю населення археологічних культур, дослідники пов'язують андрофагів з  Дніпродвінською археологічною культурою що датована 800 (600) роками до нашої ери  — 300 роками  після нашої ери .
Згодом під впливом гунського нашестя вона трансформувалася в Банцерівську археологічну культуру, яка в свою чергу під впливом слов'янської колонізації еволюціонувала в мощинську культуру, на основі якої міграційна хвиля слов'ян 7 століття і утворила в'ятичів. 

## Археологія

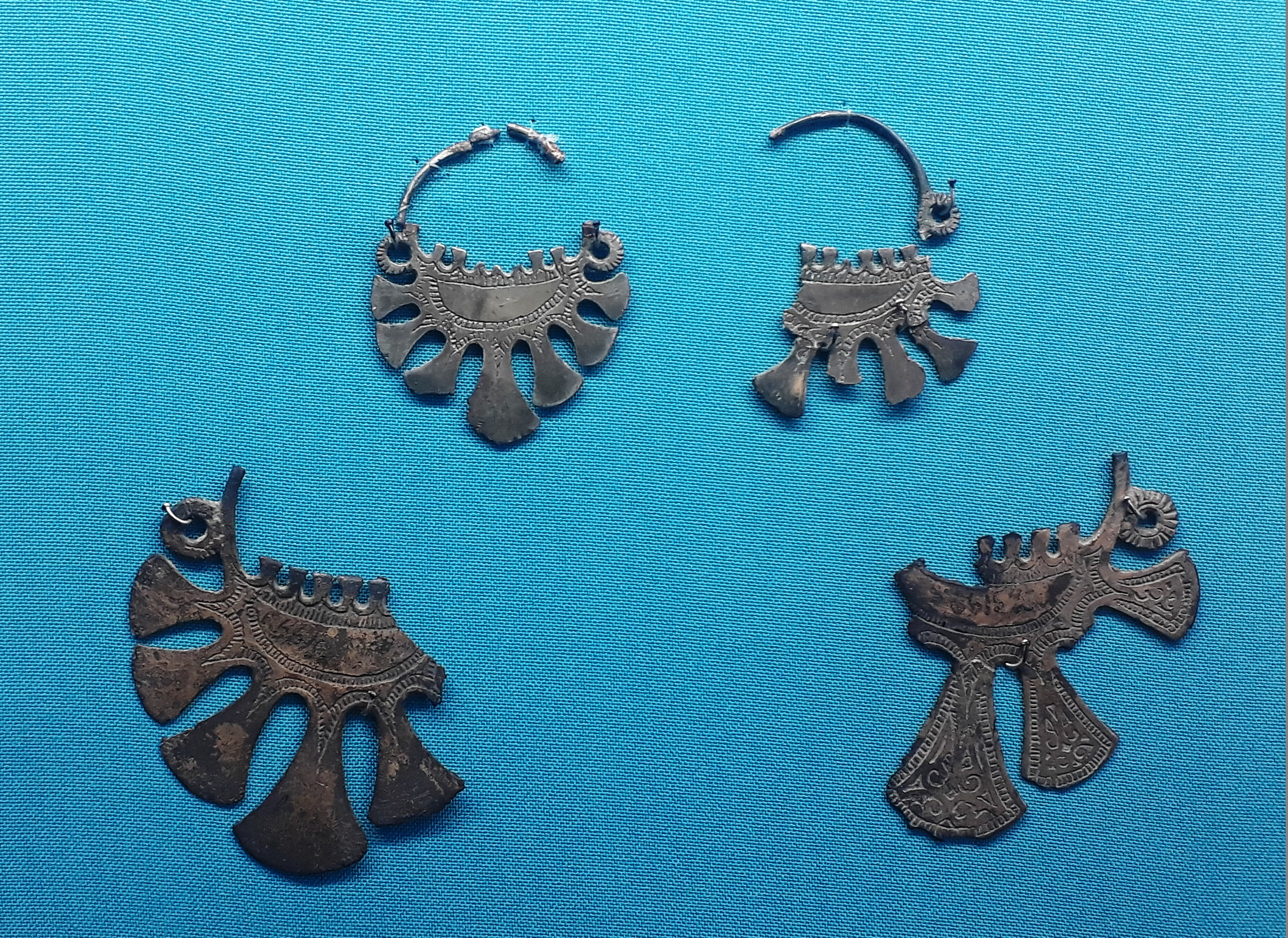
Скроневі кільця в'ятичів (Національний музей історії України)

З VIII століття починається заселення верхів'їв Оки слов'янським населенням, Мощинська культура змінюється археологічною культурою, яка зіставляється вченими з Роменською і Борщевською. Про це кажуть культурні елементи в домобудівництві та кераміці, характерні для слов'ян. Вважається, що при цьому балти не покинули колишніх місць розселення, а перейняли деякі звичаї у прийшлих слов'ян. Так, під впливом представників мощинської культури в слов'ян з'являється традиція ховати померлих в курганах, раніше для них не характерна, як і звичай спорудження кільцевих огорож. Характерні особливості слов'янської культури верхнього Пооччя VIII—X століть — це кераміка, близька за характеристиками до роменської, і ліпний посуд (горщики, миски та сковороди), велика частина якого не має орнаментів, менша має орнаментацію, аналогічну роменській.
У верхів'ях Оки, до впадіння в неї Угри, процес асиміляції перебігав найінтенсивніше і завершився до XI—XII століття.
Просування в'ятичів на північний схід уздовж долин Оки, а потім Москви відбувається з IX—X століття. Про це говорять відкриття кількох селищ з ліпною керамікою в Серпуховському, Каширському і Одинцовському районах Московської області. Потрібно відзначити, що при цьому слов'янська колонізація не відбувається в басейнах Нари і Протви. Зазначений період характеризується високою щільністю слов'янських курганів з типовими для в'ятичів семилопатевими скроневими кільцями. Найбільше число таких поховань виявлено в басейні Москви.

## Антропологічні відомості
Антропологічно в'ятичі з московського регіону були близькі до сіверян: мали довгий череп, вузьке, ортогнатне, добре профільоване в горизонтальній площині обличчя і досить широкий середньовиступаючий ніс з високим переніссям. В. В. Бунак (1932) відзначив елементи подібності в'ятичів і сіверян з сардинцями як представниками середземноморського типу, і відносив їх до понтійського антропологічного підтипу. Т. А. Трофімова (1942) виділяла у в'ятичів європеоїдний доліхокефальний і субуральський типи, який має аналогії в фінно-угорському населенні Поволжя і Приуралля. Г. Ф. Дебец вважав, що правильніше казати тільки про невелику субуральську домішку.

## Фіно— угорська гіпотеза
Згідно академічних джерел, зокрема, від Інституту етнології та антропології РАН, фіно-угорські групи (меря, мурома, мещера, чудь, весь) передали свої риси в'ятичам, а також словенам новгородським та кривичам, які згодом стали основою росіян.
На думку російського антрополога, академіка РАН Тетяни Алексєєвої, в'ятичі є ослов'яненими фінами:
|  | В'ятичі і східні кривичі за антропологічними особливостями є ослов'янені східні фіни Східно-Європейської рівнини |

|  | Стосовно фінно-угорського субстрату у східних слов'ян, то в середньовіччі він проявляється у в'ятичів і північно-східних кривичів — племен, які брали участь у складанні російського народу. |

|  | В антропологічному відношенні можуть розглядатися як ослов'янене вузьколице східнофінське населення Волго-Окського межиріччя. |

|  | Коли я вперше побачила краніологічні серії, тобто колекції черепів в'ятичів, мені відразу кинулося в очі, що вони по суті не відрізняються від фіно-угорського населення, скажімо, із давньомордовських могильників. За антропологічними ознаками - це одне й те ж населення", - зазначає науковець. |

Провідний російський антрополог Ірина Золотарьова:
«В'ятичі і східні кривичі, являли собою не стільки слов'ян, скільки асимільоване слов'янами фінське населення», «В'ятичі і північно-східні кривичі в антропологічному відношенні можуть розглядатися як ослов'янене вузьколице східнофінське населення Волго-Окського межиріччя».
Деякі дослідники наводять реконструкції зовнішнього вигляду в'ятичів за рештками. П. І. Якобія вважав притаманними в'ятичам такі характерні фіно-угорські антропологічні риси як: вузькі обличчя і гострі підборіддя.. Такі антропологічні риси із слов'ян притаманні й сіверянам.
Зате сусіди Радимичів — В'ятичі, на верхів'ях річки Оки, належали вже до Великоросів, так само як і ті Слов'яни, що осіли в поріччі Оки та на верхів'ях Дону, на ґрунтах Муроми, Мордви та Мещери (фінських племен) — пізніша Муромо-Рязанська земля.